# Volo Crossair 498
Il volo Crossair 498 era un volo passeggeri partito da Zurigo, in Svizzera, con destinazione Dresda, in Germania, schiantatosi due minuti dopo il decollo nel comune svizzero di Niederhasli il 10 gennaio 2000. I sette passeggeri e i tre membri dell'equipaggio, a bordo del turboelica Saab 340B, morirono all'impatto. Fu il primo incidente mortale per la compagnia aerea regionale svizzera Crossair nei suoi 25 anni di storia.
Il rapporto ufficiale sul disastro dichiarò che l'incidente era dovuto a una perdita di controllo derivante da molteplici errori umani.

## Aereo ed equipaggio
Il Saab 340B è un bimotore turboelica regionale. Dall'inizio della produzione nel 1984, prima della caduta del Crossair 498 c'erano stati solo cinque incidenti nei quali un Saab 340 era andato perso. Tra questi vi erano un incidente della KLM Cityhopper nel 1994, nel quale rimasero uccise tre persone nei Paesi Bassi, pilota compreso, e un incidente della Formosa Airlines del 1998 con 13 vittime a Taiwan.
Crossair era in procinto di ritirare gradualmente la sua flotta di 34 Saab 340; al momento dell'incidente ne aveva già sostituiti 17 con i jet regionali Embraer ERJ-145. Il resto della sua flotta è stato poi ritirato nel corso del 2001 e 2002. Il Saab 340B da 33 posti utilizzato per il volo Crossair 498 era in leasing da Moldavian Airlines dal 1º ottobre 1999. Aveva accumulato 24.000 ore di volo dal suo primo volo nel novembre 1990. Questo tipo di aeroplano aveva un ottimo record di sicurezza. Non c'erano indicazioni che qualcosa non andasse con quel determinato esemplare. Il successivo controllo di manutenzione era previsto per il 31 gennaio 2000.
L'equipaggio era composto dal Comandante moldavo Pavel Gruzin, 41 anni, dal Primo Ufficiale slovacco Rastislav Kolesár, 35 anni, e da un assistente di volo francese. Gruzin aveva accumulato 8.100 ore di volo, di cui 1.900 sui Saab 340. Kolesár ne aveva circa 1.800, di cui 1.100 sui Saab.

## Passeggeri
Quattro passeggeri erano tedeschi, mentre gli altri erano francesi, svizzeri e spagnoli.
| Nazionalità | Passeggeri | Equipaggio | Totale |
| ----------- | ---------- | ---------- | ------ |
| Germania    | 4          | 0          | 4      |
| Francia     | 1          | 1          | 2      |
| Svizzera    | 1          | 0          | 1      |
| Spagna      | 1          | 0          | 1      |
| Moldavia    | 0          | 1          | 1      |
| Slovacchia  | 0          | 1          | 1      |
| Total       | 7          | 3          | 10     |

Al momento dell'incidente, Crossair era una consociata di maggioranza del SAirGroup. Lo schianto del volo 498 costituì, nei 25 anni di storia della Compagnia Regionale, la prima perdita di un aereo, e il peggior incidente che abbia colpito il SAirGroup dall'incidente del volo Swissair 111, un MD-11 in volo da New York a Ginevra schiantatosi nell'Oceano Atlantico al largo della Nuova Scozia il 2 settembre 1998, nel quale morirono tutti i 229 occupanti a bordo.
L'incidente avvenne nel bel mezzo di un'aspra disputa sulla gestione del lavoro tra Crossair e i suoi piloti su un possibile aumento di stipendio e modifiche alle regole lavorative. Il sindacato dei piloti aveva appena annullato gli accordi salariali con Crossair nel dicembre 1999, con una risoluzione effettiva nell'estate 2000. Inoltre, prima dell'incidente, due piloti della Crossair avevano riferito ai media svizzeri che alcuni piloti stranieri impiegati dalla Compagnia rappresentavano un rischio per la sicurezza perché non avevano una conoscenza sufficiente della lingua inglese. Questi due piloti vennero licenziati da Crossair, ma furono poi eletti a capo del sindacato dei piloti, "Crossair Cockpit Personnel (CCP)". Un'indagine sull'incidente rivelò in seguito che il pilota Gruzin e il copilota Kolesár erano in grado di comunicare tra loro solo in Inglese, ma la capacità di Gruzin di parlare Inglese era troppo limitata per sostenere più di una semplice conversazione (lui era Moldavo, mentre Kolesár era Slovacco).
Dopo l'incidente, sia Crossair che CCP, inclusi i piloti che avevano precedentemente parlato con i media ed erano stati licenziati, dichiararono pubblicamente che la coincidenza tra l'incidente e la disputa era molto sfortunata e che i rapporti sugli errori dei piloti coinvolti nell'incidente erano speculazioni, sebbene questa conclusione sia stata successivamente stabilita come la probabile causa dell'incidente.

## L'incidente
L'aereo doveva partire dall'aeroporto di Zurigo lunedì 10 gennaio 2000 intorno alle 18:00 e arrivare all'aeroporto di Dresda poche ore dopo. Il tempo freddo e piovoso era normale in quella zona. Dopo che i sette passeggeri e i tre membri dell'equipaggio si imbarcarono, l'aereo fu autorizzato al decollo alle 17:54 (16:54 UTC). Il Saab partì dalla pista 28 in direzione ovest. Dopo il decollo, salì normalmente, ma dopo 7,2 chilometri (3,9 nmi) iniziò improvvisamente a perdere quota e a virare a destra invece di seguire il percorso di volo approvato a sinistra. Quando il controllore del traffico aereo chiese al comandante Gruzin di confermare la svolta a sinistra, Kolesàr gli rispose "restate in attesa", seguito da una perdita del contatto radio.
Alle 17:56 (16:56 UTC), un minuto e 56 secondi dopo l'inizio del volo, l'aereo scomparve dagli schermi radar e si schiantò in un campo. I funzionari stabilirono successivamente che l'aereo era entrato in una virata a destra prima di sparire dal radar. I frammenti in fiamme si sparsero per 200-300 metri vicino alle case di Niederhasli, a circa 5 chilometri (2,7 nmi) a nord-ovest della pista dell'aeroporto Kloten di Zurigo. Non ci furono sopravvissuti. In seguito, il registratore dei dati di volo e quello di cabina furono recuperati dalla scena dell'incidente, entrambi gravemente danneggiati.

## Le indagini

### Sfondo
Un esame del corpo del pilota Pavel Gruzin rivelò tracce di fenazepam, un sedativo della famiglia delle benzodiazepine, nel suo tessuto muscolare. Gli investigatori trovarono anche un pacchetto del farmaco di fabbricazione russa aperto nel bagaglio appartenente a Gruzin.

### Cause
Secondo il rapporto d'indagine dell'Ufficio Investigativo Svizzero sugli Incidenti Aerei, l'incidente fu attribuito alla perdita di controllo dell'aeromobile da parte dell'equipaggio per i seguenti motivi:
- I piloti reagirono in modo inappropriato quando ricevettero l'autorizzazione alla partenza dal controllo del traffico aereo.
- Il copilota effettuò una virata senza essere stato istruito in tal senso dal Comandante, il che comportò la modifica della partenza strumentale standard SID ZUE 1.
- Il Comandante non si servì dell'autopilota in condizioni di volo strumentale e durante la fase di salita ad alta quota, molto impegnativa, scegliendo invece di manovrare lui stesso l'aereo.
- Il Comandante portò l'aereo in una spirale verso destra perché, con una probabilità al limite della certezza, aveva perso l'orientamento spaziale.
- Il Primo Ufficiale non si comportò in maniera adeguata per prevenire o riprendersi dalla spirale.

Secondo lo stesso rapporto di indagine, i seguenti fattori possono aver contribuito all'incidente:
- Il Comandante rimase unilateralmente fermo nelle percezioni che gli suggerivano una svolta a sinistra.
- Nell'interpretare l'indicatore di assetto sotto stress, il comandante fece ricorso a uno schema di reazione (euristica) che aveva appreso in precedenza.
- La capacità di analisi e di valutazione critica della situazione del comandante fu probabilmente limitata a causa degli effetti del fenazepam, un farmaco benzodiazepinico presente nel tessuto muscolare.
- Dopo il passaggio alla partenza strumentale standard SID ZUE 1Y, l'equipaggio si concentrò su priorità inappropriate.
- Il Comandante non conosceva sistematicamente le caratteristiche specifiche dei sistemi occidentali[9] e le procedure della cabina di pilotaggio[10].

L'indagine esaminò anche la possibilità di interferenze elettromagnetiche e venne testato un aereo simile utilizzando i telefoni cellulari. Gli investigatori conclusero che "non vi erano indicazioni che i sistemi dell'aereo fossero influenzati negativamente dalle interferenze elettromagnetiche (EMI)".

## Nella cultura di massa
L'incidente del volo 498 della Crossair è stato analizzato nell'episodio Stato d'ebbrezza della tredicesima stagione del documentario canadese Indagini ad alta quota trasmesso dal National Geographic Channel.